# NGC 1168
NGC 1168 este o intermediate spiral galaxy⁠(d) situată în constelația Berbecul. A fost descoperită în 1 octombrie 1864 de către Albert Marth.